# Omega Doom
Omega Doom is een Amerikaanse sciencefictionfilm uit 1997 van regisseur Albert Pyun.

## Verhaal
Na een vernietigende oorlog tussen de mensheid en de machines ligt de wereld in puin. Ook de robots onderling bestrijden elkaar meedogenloos. Omega Doom model 5.5 kreeg een opdracht mee van enkele overlevenden in de hoop opnieuw een leefbare wereld te creëren.

## Rolbezetting
| Acteur          | Personage                |
| --------------- | ------------------------ |
| Rutger Hauer    | Omega Doom               |
| Norbert Weisser | Robothoofd               |
| Shannon Whirry  | Zed, Droid leidster      |
| Tina Cote       | Blackheart, Rom leidster |
| Anna Katarina   | de café eigenares        |
| Jill Pierce     | Zinc (Rom)               |
| Cynthia Ireland | Ironface (Rom)           |
| Simon Poland    | Zed Too (Droid)          |
| Jahi J.J. Zuri  | Marko (Droid)            |
| Earl White      | Titus (Droid)            |